# هارولد جيجير
هارولد جيجير (بالإنجليزية: Harold Geiger)‏ هو طيار أمريكي، ولد في 7 أكتوبر 1884 في إيست أورانج في الولايات المتحدة، وتوفي في 17 مايو 1927 في Harrisburg Air National Guard Base ‏ في الولايات المتحدة.